# 劉作楫
劉作楫，江西廬陵縣人，清朝官員。

## 生平
劉作楫爲康熙三十九年（1700年）庚辰科三甲進士。康熙四十八年（1709年）接替宋永清任台灣府諸羅縣知縣。